# Montone
Montone je italská obec v provincii Perugia v oblasti Umbrie, leží 35 km od města Perugia.
V roce 2022 zde žilo 1 562 obyvatel.

## Administrativní členění
Obec se skládá z osmi místních částí: Bacciana, Cárpini, Casale, Corlo, Faldo, Gaianello, Santa Maria di Sette a San Lorenzo.

## Sousední obce
Città di Castello, Pietralunga, Umbertide

## Historie
Obec Montone je doložena archeologickými nálezy a fragmenty hradu od doby Langobardů. Během v 11. století byla postupně lénem rodin Colle Margravate a Del Monte. Ve 12. století přešla pod kontrolu nezávislého městského státu Perugia, který jí v roce 1121 udělil správní samostatnost. Zemědělská prosperita vedla k rozvoji obce.
Od konce 14. století bylo Montone opevněným městečkem, které ovládl rod Fortebracciů a jejich památka dosud přetrvává v podobě místních zvyků, slavnosti, názvů ulic a architektury. Andrea Braccio da Montone byl nejdůležitějším příslušníkem rodu Fortebracciů. Sloužil jako královský kondotiér od Lazia přes Umbrii až po Abruzzo. Antipapež Jan XXIII. ocenil jeho služby roku 1414 udělením titulu hrabě z Montone.
Vláda rodiny Fortebracciů nad Montone o deset let později potvrdil papež Martin V. rozšířením titulu na Andreova syna Carla Fortebraccia, rovněž kondotiéra. Ten se v roce 1473 zasloužil o velké vítězství Benátské republiky nad Osmanskou říší a za odměnu obdržel Trn z Kristovy koruny. Relikvii poslal domů a vyhlásil Velikonoční pondělí v Montone za Svátek Trnu z Kristovy koruny.
Vláda Fortebracciů v Montone skončila rokem 1519, kdy papež Lev IX. anuloval hrabství Fortebraccio a předal je Vitellu Vitellimu, členovi rodiny Vitelli di Castello. Vitelliové vládli až do vymření po meči v roce 1646. Po té bylo Montone připojeno k papežskému státu.

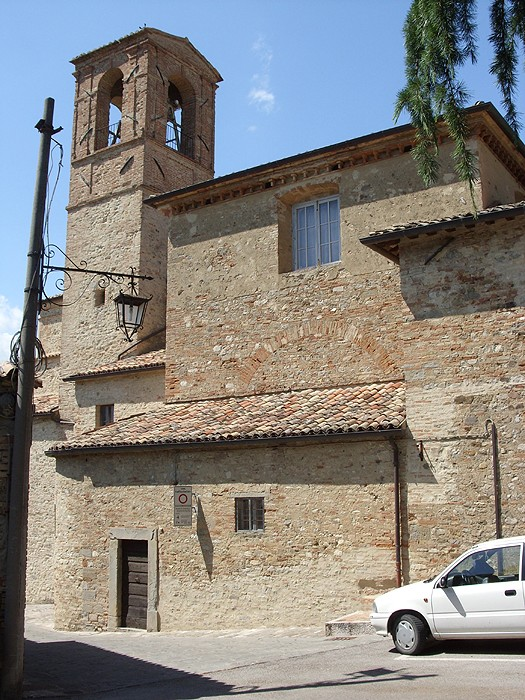
Kostel Panny Marie a sv. Řehoře

## Vývoj počtu obyvatel
Zdroj: 

## Památky
- Hrad Castello del Cardaneto, postaven Langobardy na skále, přestavěn ve 12.-14. století, později proměněn v konvent sv. Kateřiny, nyní slouží historickému archivu města.
- Kostel sv. Františka s bývalým konventem františkánů, gotický chrám založen roku 1308; v interiéru gotické a renesanční fresky, nyní galerie a muzeum
- Kostel Panny Marie a Řehoře Velikého = sálová stavba s bohatou barokní freskovou výzdobou; oltářní obraz Poslední večeře Páně namaloval vlámský malíř Denis Calvaert roku 1611.
- Kostelík Panny Marie na hranici

### Okolí
- Rocca d'Aries (6 Km od Montone), skála s panoramatickým výhledem do kraje.

## Slavnosti
- Slavnost Trnu z Kristovy koruny

Podle legendy se ihned po přivezení trnu městské zvony samy rozezněly. Od roku 1635 byl trn vystaven ve stříbrném relikviáři; od roku 1638 se kvůli značnému přívalu poutníků začala pořádat ještě druhá slavnost, předposlední srpnovou neděli, a toto datum platí pro lavnost dodnes. Od roku 1798, kdy byl vypálen kostel Sv. Františka, vzali relikviář s Trnem do úschovy řeholnice z kláštera Sant'Agnese. Slavnost se od roku 2007 koná pod patronátem UNESCO a  v historickém centru mezi branami trvá celý týden. Aktéři ve středověkých kostýmech začínají lukostřelbou. 
- Patronem obce je svatý Řehoř Veliký, slaví se každoročně 12. března.
- Lesní slavnost